# Liste des gravures rupestres de Norvège
Liste des gravures rupestres de Norvège

Carte de la Norvège (Le numéro 13 a disparu en 1972 lorsque Bergen fut intégrée au comté de Hordaland)

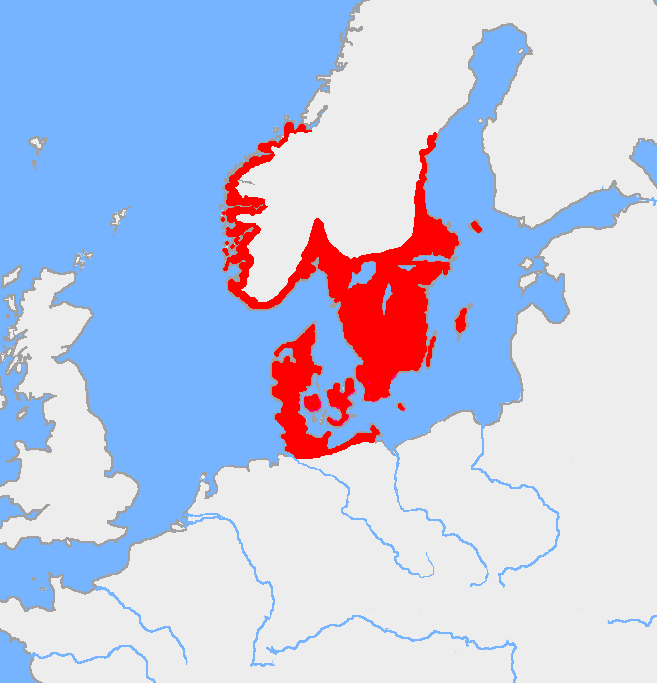
Extension de la culture de l'âge du bronze vers 1200 av. J. Chr.

## 1.Østfold
- - Hjelmungen, Halden, à 10 km de Halden : bateaux et hommes - agriculteurs
  - Alkerød, Idd, commune de Halden : bateaux et hommes - agriculteurs
  - Bakkehaugen, Ingedal : bateaux et hommes
  - Solberg, Skjeberg, commune de Sarpsborg à 1,3 km de Skjeberg : bateaux et hommes, cercles solaires
  - Bossum, Onsøy - agriculteurs
  - Busgård, Skjeberg, commune de Sarpsborg : bateaux et hommes - agriculteurs
  - Post-Hornes, Skjeberg, commune de Sarpsborg : bateaux et hommes - agriculteurs
  - Bø, à 1 km au nord de Sarpsborg bateaux et hommes - agriculteurs
  - Flatbeggårdene, à 5 km au sud de Sarpsborg - agriculteurs
  - Bjørnstad, commune de Sarpsborg : bateau et hommes
  - Østre Vik, à 2 km au nord de Skjeberg, commune de Sarpsborg - agriculteurs
  - Kolstad, Skjeberg, commune de Sarpsborg : bateaux et hommes
  - Løkke, Skjeberg, commune de Sarpsborg: bateaux et hommes
  - Borgen, à 2 km de Sarpsborg - agriculteurs
  - Hafslund, Sarpsborg - agriculteurs
  - Begeby, Borge, commune de Fredrikstad : bateaux, chars, hommes et animaux - agriculteurs
  - Lilleborge, Borge, commune de Fredrikstad - agriculteurs
  - Årum, à 3 km au sud de Sarpsborg - agriculteurs
  - Glomma, Sarpsborg - agriculteurs
  - Kalnes Landbruksskole, Tune, commune de Sarpsborg : bateaux et hommes - agriculteurs
  - Alvim, Sarpsborg - agriculteurs
  - Skjelin, Borge, commune de Fredrikstad - agriculteurs
  - Hauge, 110,4 km de Fredrikstad - agriculteurs
  - Rå, 3,5 km de Fredrikstad - agriculteurs
  - Evje, Fredrikstad - agriculteurs

## 2.Akershus
- - Kolsås, Dalbo gård ved Dælivannet, Bærum : bateaux et hommes
  - Bingfoss - chasseurs
  - Skjellerud gård, commune de Frogn
  - Søndre Ski gård], Ski, Follo - agriculteurs
  - Nordre Ski gård, Ski, Follo - agriculteurs

## 3.Oslo

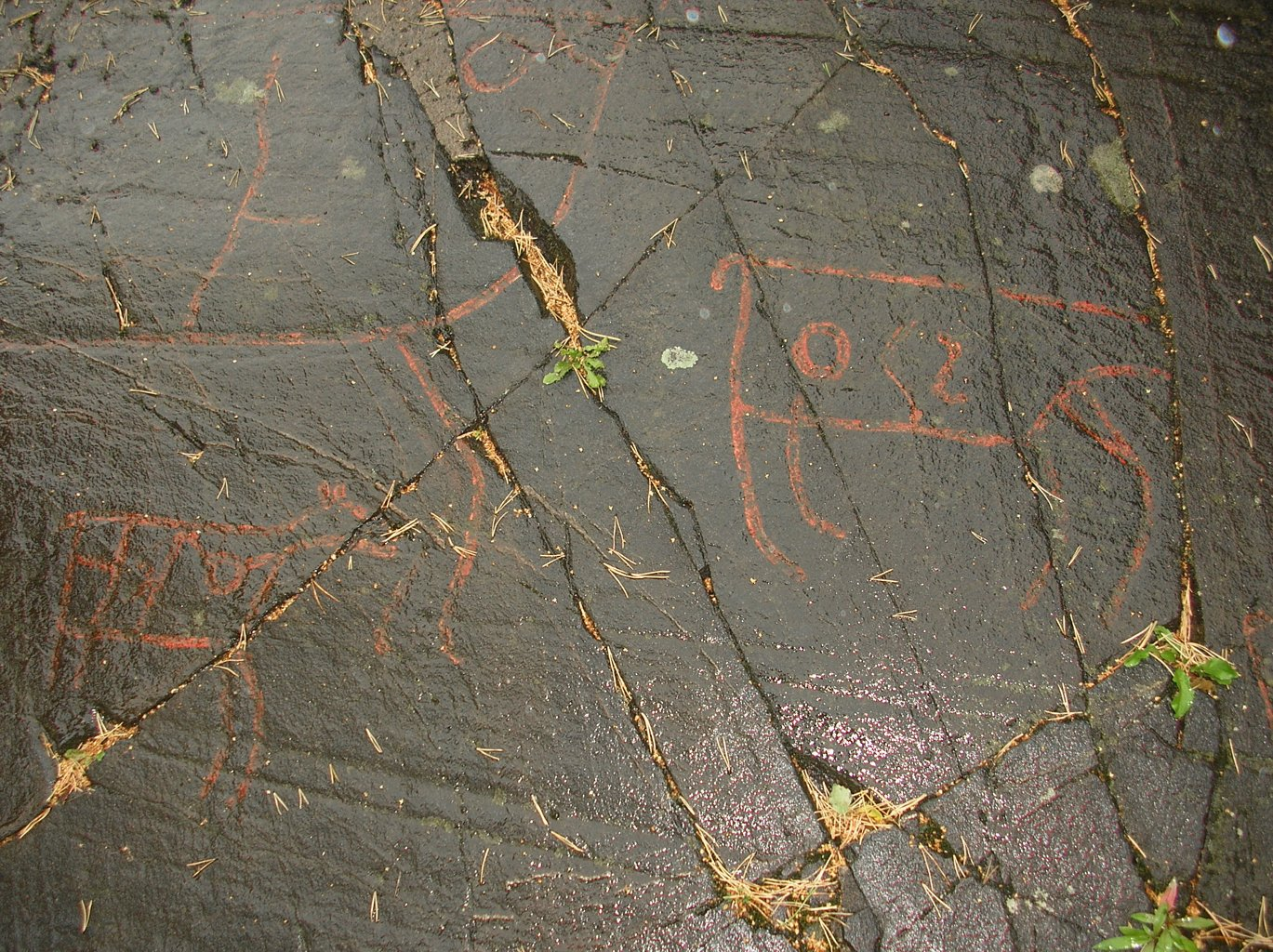
Sjømannsskolen, Ekeber, Oslo

- - Sjømannsskolen, Ekeber, Oslo - chasseurs
  - Ekebergsletta og Brannfjell, Oslo - agriculteurs
  - Universitet i Oslo, Blindern, Kjemibygningen, Oslo
  - Stovner, Fossumberget eller Bjerget, Oslo - agriculteurs
  - Gaustad, Forskningsveien 1, Oslo - agriculteurs
  - Skillebekk, Nils Juels gt. 13, Oslo

## 4.Hedmark

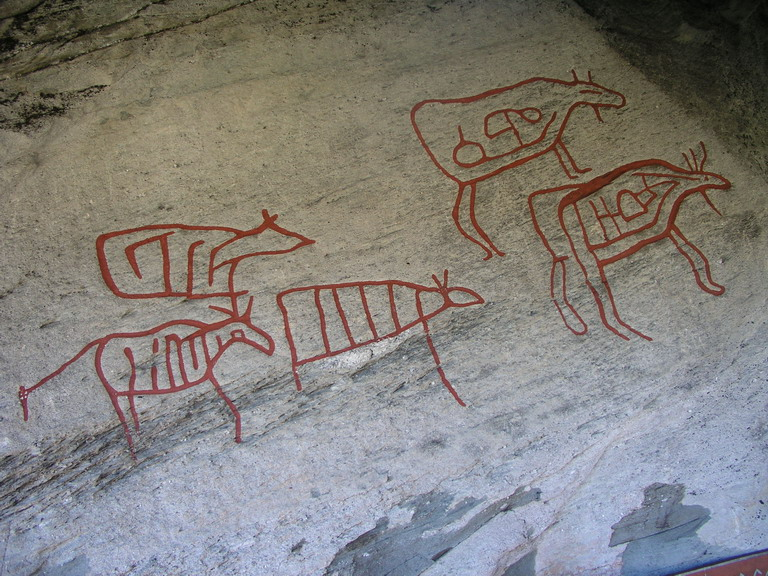
Moelv, Hedmark

- - Stein, commune de Ringsaker - chasseurs
  - Moelv, Ringsaker : animaux

## 5.Oppland

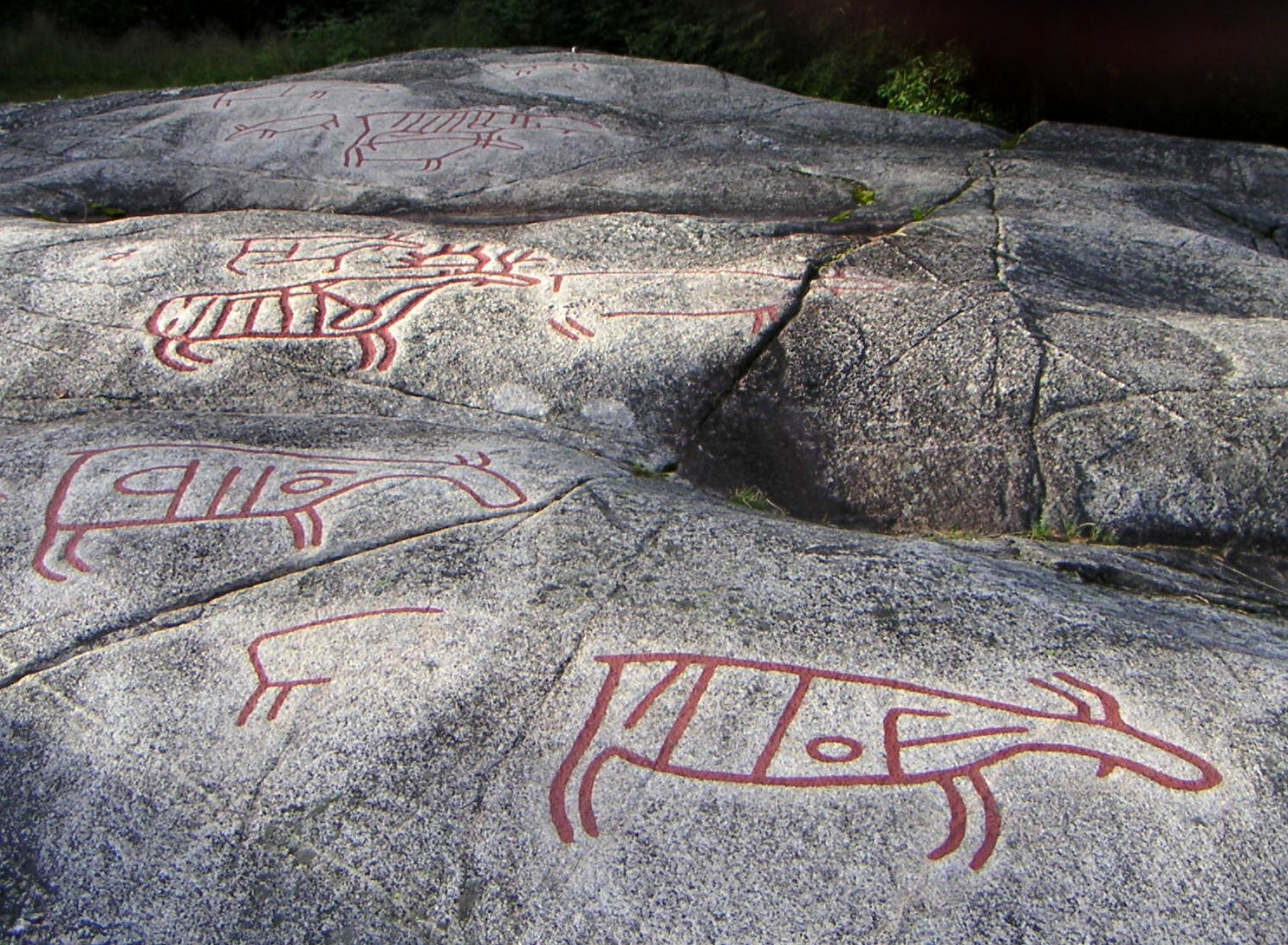
Møllerstufossen, Oppland, gravure vieille de plus de 6000 ans

- - Glemmestad, Kapp, commune de Østre Toten - chasseurs
  - Drotten, commune de Fåberg,  Lillehammer, sur une falaise de la rivière Lagen : 11 gravures sur une surface de 4 m2, essentiellement des élans - chasseurs
  - Glemmestad, commune de Østre Toten
  - Eidefoss, Fossen, commune de Nord-Fron : 2 figurations d'élan (31 et 35 cm) - chasseurs
  - Møllerstufossen, commune de Nordre Land, à 10 mètres de la rivière Etna : sur 20 m2, plusieurs figurations d'élans (la plus grande de 90 cm) - chasseurs
  - Vang, Øvre Valdres, à côté de l'église de Vang : cupules

## 6.Buskerud
- - Skogerveien, Drammen - chasseurs
  - Åskollen, Skoger, commune de Drammen - chasseurs
  - Hvittingfoss, commune de Kongsberg - agriculteurs
  - Katsundholmen, Kattfoss, commune de Modum - chasseurs
  - Kistefoss, commune de Modum - chasseurs

## 7.Vestfold
- - Haugen gård, commune de Sandefjord - agriculteurs
  - Åskollen, Skoger
  - École de Virik - agriculteurs

## 8.Telemark
- - Rønningen, Lunde, commune de Nome
  - Ulveneset, commune de Seljord
  - Kvithammeren, Fjone, commune de Nissedal
  - Trontveit, commune de Nissedal
  - Sporaneset, Rauland, commune de Vinje
  - Bergheim, Gjerpen, commune de Skien
  - Fossum, Gjerpen, commune de Skien
  - Løberhaugen, Gjerpen, commune de Skien
  - Mæla, Gjerpen, commune de Skien

## 10.Vest-Agder
- - Jærberget, commune de Farsund
  - Grobstranda, commune de Farsund - chasseurs
  - Forbergodden, Spind, commune de Farsund - chasseurs
  - Gerdberget, Penne på Lista, commune de Farsund - agriculteurs
  - Lista, commune de Farsund

## 11.Rogaland
- - Aubeberget, Sunde, Hafrsfjord, commune de Stavanger : bateaux et hommes
  - Københavnerbukta, Hafrsfjord, commune de Stavanger : bateaux et hommes
  - Vardeneset, commune de Stavanger : bateaux et hommes (?)
  - Fluberget, Revheim, Hafrsfjord, commune de Stavanger : bateaux et hommes
  - Åmøy, Austre Åmøy, commune de Stavanger : bateaux et hommes
  - Buøy, commune de Stavanger
  - Rudlå, Stavanger sentrum, Stokkaveien 29
  - Harestad, Randaberg, commune de Randaberg : bateaux et hommes
  - Dysjaland, commune de Sola
  - Helland, commune de Sola
  - Øbør, commune de Sola
  - Særheim, commune de Klepp
  - Bru, Ryfylke, commune de Rennesøy
  - Nag, Ryfylke, commune de Strand
  - Løland, Ombo, Ryfylke, commune de Finnøy
  - Sævlandsvik, commune de Karmøy
  - Husabø, Dalane, commune d'Eigersund
  - Bø, Hauge i Dalane, commune de Sokndal
  - Hanaberg, Dalane, commune de Sokndal
  - Église de Sandeid
  - Musée archéologique de Stavanger

## 12.Hordaland
- - Vangdal, commune de Kvam
  - Rykkje, commune de Kvam
  - Rolland, Åsane, commune de Bergen
  - Skjerve, commune de Voss
  - Samnøy, commune de Fusa
  - Haljem, commune d'Os
  - Bakko, commune de Jondal
  - Geithidleren, commune de Kvinnherad
  - Hamarhaug, commune de Kvinnherad
  - Flote, commune d'Etne
  - Vinja, commune d'Etne
  - Utbjoa, commune d'Ølen

## 13.Sogn og Fjordane
- - Ausevik, commune de Flora : animaux et hommes - chasseurs
  - Vingen, commune de Bremanger : animaux - chasseurs

## 15.Møre og Romsdal
- - Boggestranda, Erisfjord
  - Nord-Heggdal, Midsund - chasseurs, pécheurs
  - Søbstad, Bremnes, Kvernes, commune d'Averøy
  - Reitaneset, Otterøy, commune d'Aukra - chasseurs
  - Hinna, Honhammer, commune de Tingvoll - chasseurs
  - Honhammerneset, Honhammer, commune de Tingvoll - pécheurs

## 16.Sør-Trøndelag
- - Rauhammerfjellet, Gjøljavatn, Stjørn
  - Almfjellet, Gjøljavatn, Stjørn
  - Sandhalsan, commune d'Åfjord
  - Strand, Bjørnør, commune d'Osen
  - Stykket, Rörvik-Fergehavn. Le site se trouve à Stadsbygd dans la péninsule de Fosen et peut être atteint par ferry à partir de Trondheim. Datant de l'âge de pierre, trois élans presque de grandeur nature sont gravés sur une falaise, ainsi qu'un autre animal, probablement un lièvre.

## 17.Nord-Trøndelag

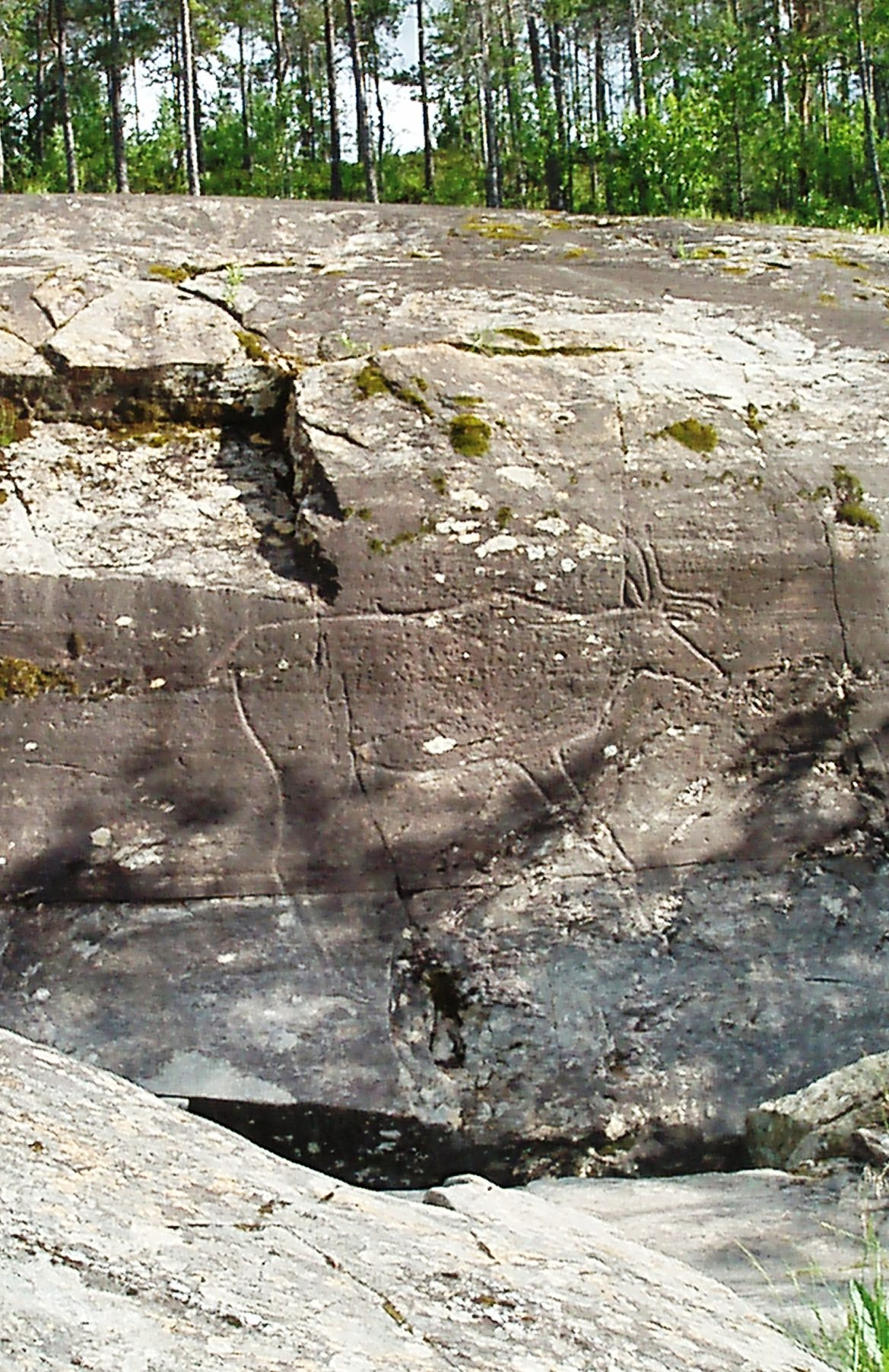
Bøla, Nord-Trøndelag, renne

- - Evenhus, commune de Frosta (péninsule). Le site appartient à la tradition de l'âge de pierre. Les gravures représentant des baleines, des élans, des hommes et des bateaux. Une concentration de cupules a probablement été réalisée plus tard, durant l'âge de bronze.
  - Hell, Lånke, commune de Stjørdal. Les gravures représentent deux grands rennes, un plus petit et une forme géométrique. Elles pourraient être vieilles de 6000 ans.
  - Innlegget, Gauldalen
  - Holtås gård, Skogn, Ronglan, commune de Levanger
  - Kvernavika, Verran, Ytterøy, commune de Levanger
  - Skotrøa, Beitstad, commune de Steinkjer
  - Bardal og Lamtrøa, Beitstad, commune de Steinkjer. Le site rassemble des gravures des deux catégories. On y trouve de nombreux motifs, des bateaux, des élans, des chevaux, une baleine de six mètres de long, des figurations humaines et des formes géométriques abstraites.  Les plus anciennes gravures datent probablement de 6000-5500 av. J.C. tandis que les plus récentes sont de la période 1500-200 av. J.C..
  - Hammer, Beitstaden, commune de Steinkjer
  - Buvika av Nedre Skjevik, Beitstad, commune de Steinkjer
  - Bøla, commune de Steinkjer, à environ 30 km de Steinkjer  : un renne, presque de grandeur nature, est gravé près d'une cascade. Le site, l'un des principaux datant de l'âge de pierre en Norvège, a été découvert en 1895. Dans les dernières années, d'autres gravures ont été repérées, représentant un ours, un élan et un homme sur des skis. Elles pourraient être vieilles de 5500 ans.
  - Solsemhulen og Fingalshulen, commune de Leka
  - Leirfall, commune de Stjørdal. Le site contient un millier de gravures datant uniquement de l'âge du bronze (hommes, traces de pieds…) en plusieurs périodes depuis environ 1500 av. J.C. jusqu'à quelques siècles de notre ère. Peut-être s'agissait-il d'un centre rituel
  - Ydstines, commune de Stjørdalen
  - Reppe, commune de Stjørdal

## 18.Nordland

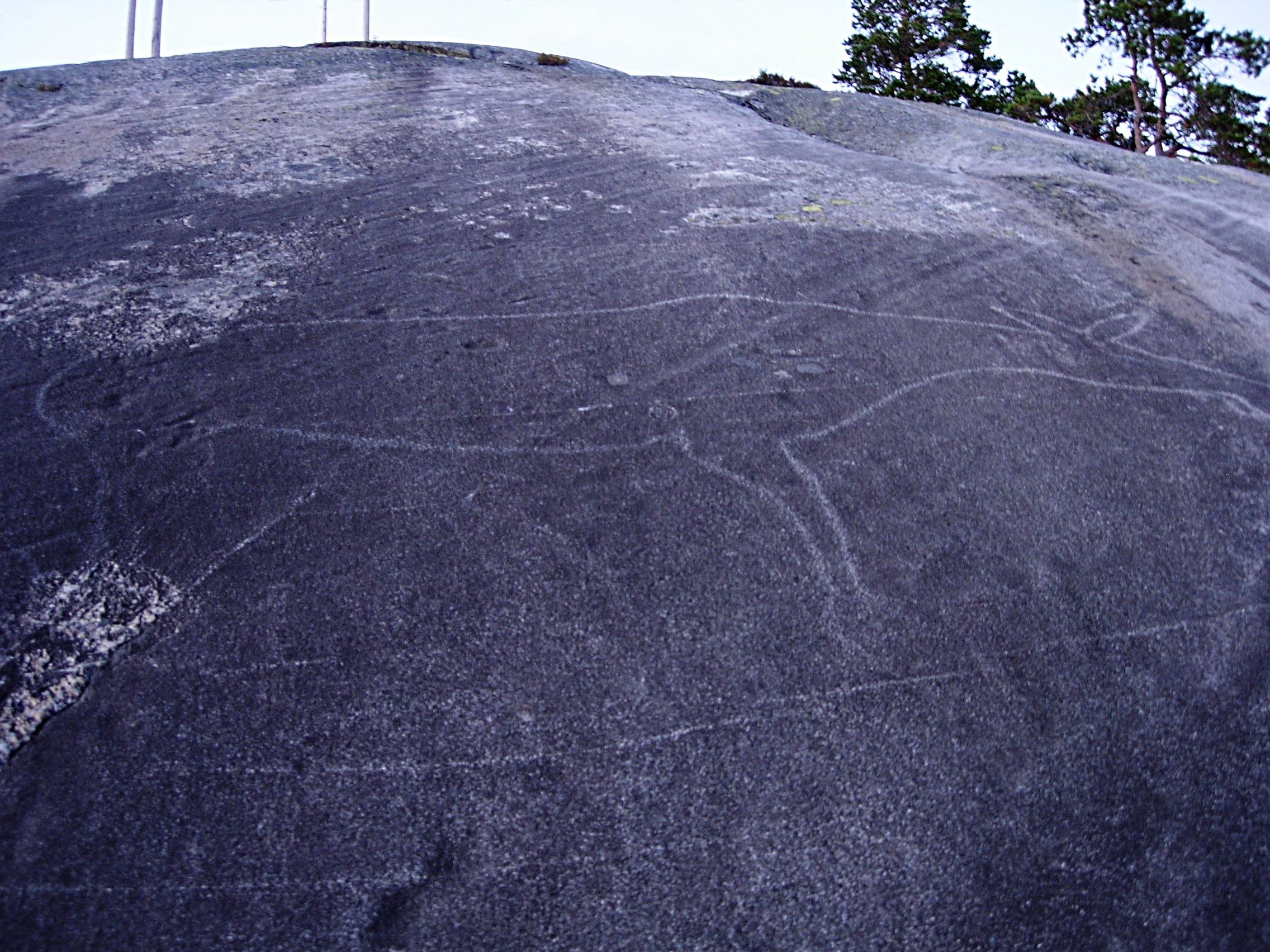
Vågan, Nordland

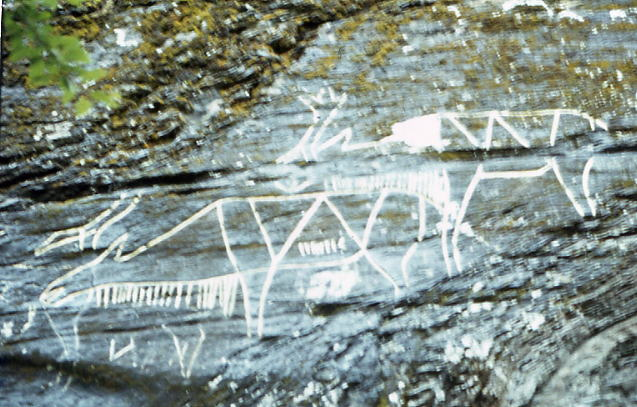
Narvik, Nordland

- - Vistnesdalen, Vevelstad, commune de Tjøtta - chasseurs
  - Rødøy, commune de Tjøtta - chasseurs
  - Klubba, Åmøy, commune de Meløy - chasseurs
  - Fykanvatn, Glomfjord, commune de Meløy - chasseurs
  - Vågan, Bodin, commune de Bodø - chasseurs
  - Sagelva, commune de Hamarøy - chasseurs
  - Leiknes, commune de Tysfjord - chasseurs
  - Valle, (Finnhågen) Efjord, commune de Lødingen - chasseurs
  - Forså, Efjord, commune de Lødingen - pécheurs
  - Nes, Kanstadfjorden, commune de Lødingen - chasseurs, pécheurs
  - Sandvågmoen, Steigen : cupules
  - Forselv, Skjomenn, Ankenes, commune de Narvik
  - Brennholtet, commune de Narvik - chasseurs
  - Herjangen i Ofoten, (Slettjord) Ankenes, commune de Narvik - chasseurs
  - Dønna, commune de Dønna

## 19.Troms

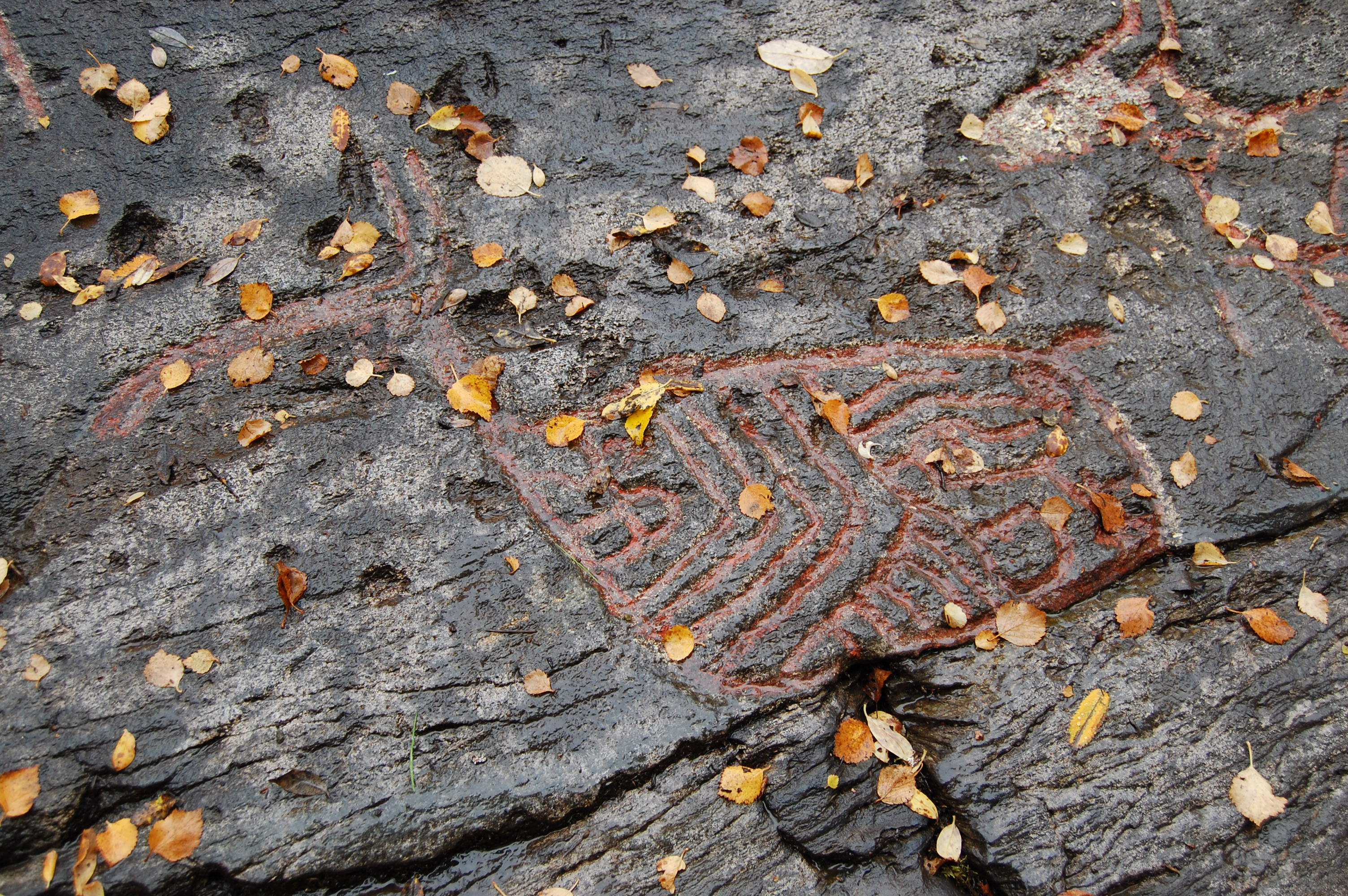
Tennes, Troms

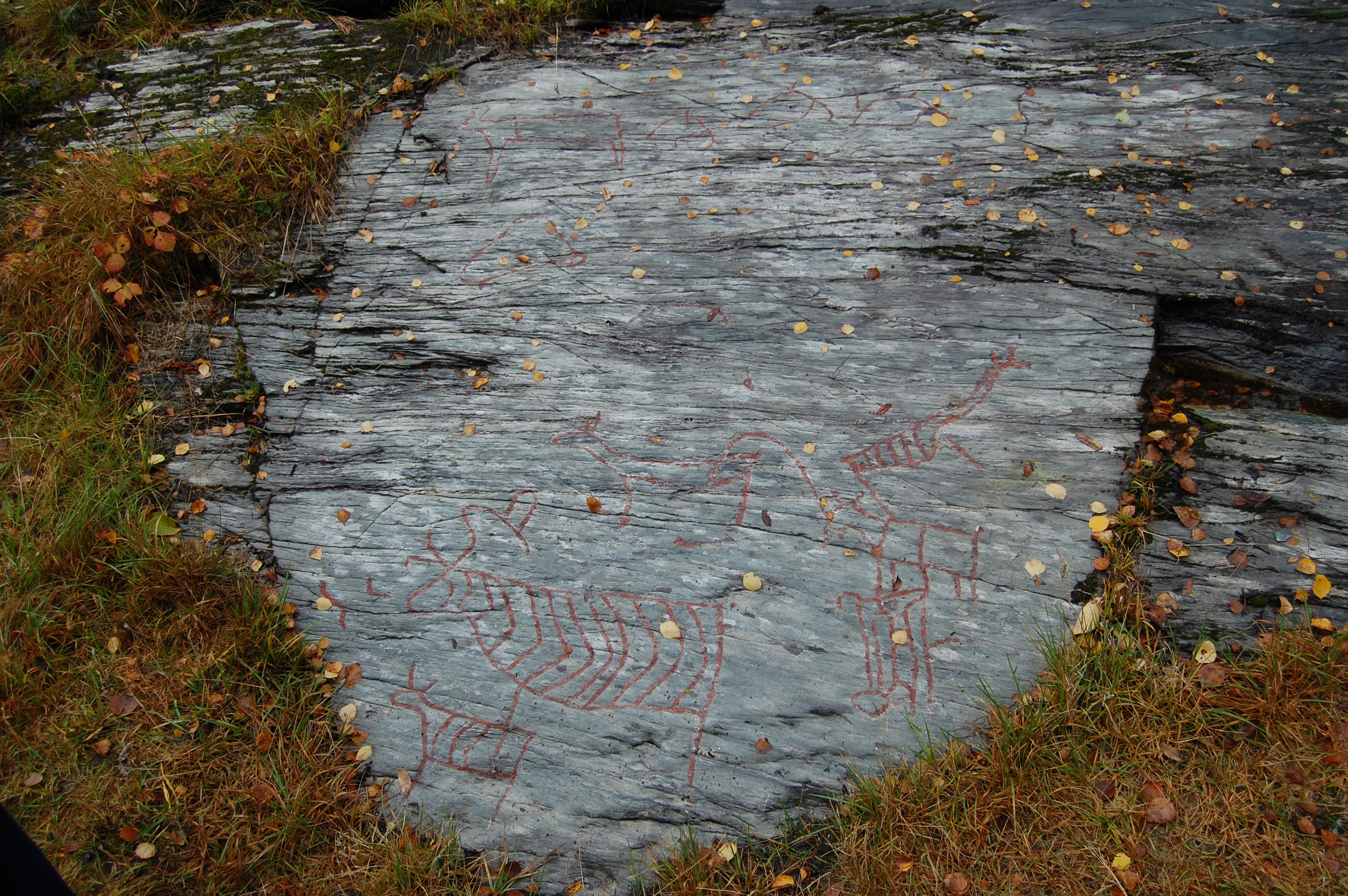
Tennes, Troms

- - Kirkely, Tennes, commune de Balsfjord - chasseurs
  - Tennes (Prestegården), commune de Balsfjord
  - Åsli, Malangen, commune de Balsfjord : sur une surface de 20 m2, 15 figurations dégradées (la plus grande de 1 mètre) dont 8 rennes et un marsouin.
  - Skavberg, Tromsøysund, commune de Tromsø
  - Vik, Rolla, commune d'Ibestad
  - Kjeøy, Harstad
  - Tromsø, University Museum : plusieurs pierres déplacées depuis d'autres sites de Troms et Finnmark

## 20.Finnmark
- - Hjemmeluft, Alta
  - Apanes, Alta
  - Bossekop, Alta
  - Transferdalen, Alta

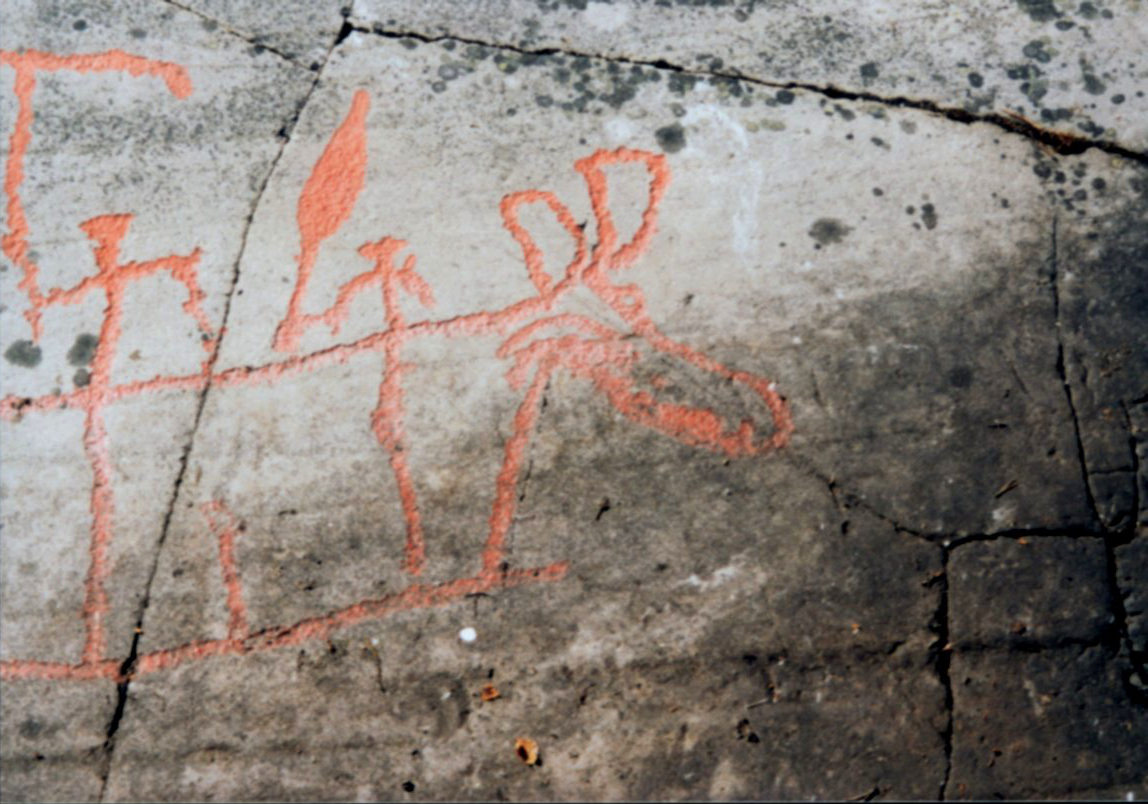
Alta, Finnmark

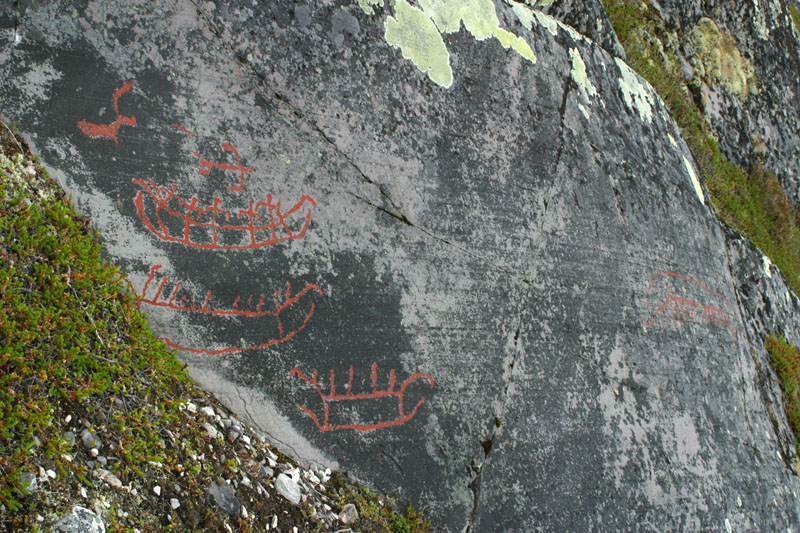
Alta, Finnmark

  - Isnestoften, Talvik, commune d'Alta
  - Sandbukt på Sørøya, Sørøysundet, Hammerfest
  - Gåshopen, Sørøy, Hammerfest
  - Helleristningsparken, commune de Kvalsund, parc avec des pierres déplacées de Leirbukt, Stokkeberg, et Fægfjord (Reppafjord, Hammerfest)
  - Aldon, commune de Nesseby (Unjàrgga)

### Gravures rupestres dans le monde
- Gravures rupestres d'Ile-de-France (France)
- Vallée des merveilles (France)
- Gravures rupestres du Sud-oranais (Algérie)

### Wikipedia, articles en anglais
- Rock carvings in Central Norway Gravures du centre de la Norvège
- Rock carvings at Tennes Gravures à Tennes (Troms)
- Rock carvings at Alta Gravures à Alta (Finnmark)